# Roldana gonzaleziae
Roldana gonzaleziae là một loài thực vật có hoa trong họ Cúc. Loài này được (B.L.Turner) B.L.Turner miêu tả khoa học đầu tiên năm 1996.